# Jean Bérard de Moquet
Pour les articles homonymes, voir Jean Bérard (homonymie) et Bérard.
Jean Bérard de Moquet (1762 - 1814), marquis de Montalet, est l'un des 10 000 réfugiés français de Saint-Domingue en Amérique de la fin du XIXe siècle. Planteur de sucre, il a ensuite contribué à l'histoire de la culture du coton qu'il a développée en Géorgie dans les régions de Sapelo et Savannah, où ils possédaient de grandes propriétés.

## Biographie
De son vrai nom Jean-Baptiste Mocquet, il est né le 26 janvier 1762 à Galet, près de la plaine du Cul-de-Sac, à Saint-Domingue et il  est  mort  à l'île de Sapelo(Géorgie) le 3 juin 1814. C'était fils d'un autre Jean-Baptiste Mocquet et de Louise Gaillard, tous deux nés à  Nantes où ils avaient de nombreux parents et amis.
Ses parents étaient venus de Nantes et il avait également un frère et une sœur, qui épousa à Saint-Dominque, en 1787, Denis Nicolas Cottineau de Kerloguen, héros de la bataille de Savannah en Géorgie, pendant la Guerre d'indépendance américaine.
De 1794 à 1798 à Saint-Domingue Jean Bérard de Moquet avait commandé une milice sous les ordres des Anglais. Avoir collaboré avec eux risquait de lui créer  des  ennuis : il partit donc de Saint-Domingue, avec une poignée d'esclaves et son épouse Renée Michèle Mirault, et rejoignit Savannah, où ses parents étaient installés. Son beau-père, Pierre Mirault, venu de Saint-Domingue où il était écuyer, s'y installa comme boulanger. Montalet acheta à Savannah  la plantation de l'Hermitage, puis 60 kilomètres plus au sud, une partie importante des plantations de l'île de Sapelo dont le précédent propriétaire, Patrick Mackay, qui avait possédé toute l'île et également la plantation de l'Hermitage.
Quand Jean Bérard de Moquet acheta l'Hermitage, la  superficie de la plantation était de 220 acres, avec environ 65 esclaves employés, en plus de ceux qu'il avait amenés avec lui de Saint-Domingue. En 1803, une annonce parut dans un journal de Savannah pour la vente d'une autre propriété à Sapelo, organisée par Thomas Dechenaux, qui l'adjugea à Jean Bérard de Moquet pour 400 acres dans la partie nord-est de l'île.
Après le  décès  de  son  épouse, Renée Michèle Olive Mirault, pendant l'été 1800, il épousa en 1802 en secondes noces Servanne de Boisfeuillet, âgée de 15 ans fille d'un des fondateurs de la colonie et qui décéda trois ans plus tard. Mariés par un pasteur presbytérien, car à l'époque il n'y avait pas de prêtre catholique à Savannah, en 1804, ils retournèrent à l'église catholique pour faire confirmer leur  union.
Sa maison de Warren Square fut vendue aux frères du vicomte de Ségur de Pitray. La belle-sœur de Montalet, Renée-Michelle Mirault avait en effet épousé le 8 janvier 1800 à Savannah (Géorgie) Claude-Nicolas-Louis de Ségur de Pitray, frère de Joseph Claude de Ségur de Pitray, capitaine des chasseurs d'Alsace qui avait en 1790 rejoint sa famille à Saint-Domingue, avant de faire plusieurs aller et retour avec le Géorgie. En février 1794, il retourna à Saint-Domingue sous les ordres des espagnols avant de s'installer définitivement, en 1795, aux États-Unis.
Lorsqu'ils réclamèrent les indemnités, ce fut pour les habitations sucrières de Montalet, les caféières de Mme Cottineau qui devait recevoir environ cent mille francs dans le cas où elle aurait tout  perçu. Sa nièce, Bonne  de  Brébise, fille adoptive de Denis Nicolas Cottineau de Kerloguen, épousa en 1809, à 16 ans, Edward Swarbreck, capitaine dans la marine, faisant  du commerce  avec  les usines de Liverpool, arrivé à Boston vers 1780 et propriétaire d'une plantation de cacao à Sapelo. Leur fils, Raoul, mourut en bas âge.